# 世界上最受寵愛的是我！
「世界上最受寵愛的是我！」（世界でいちばんボクが好き!）是日本配音員新谷良子的第六張單曲。商品編號為LACM-4185。

## 收錄曲
1. （TV edit.） 
  - 作詞・作曲・編曲：
  - 電視動畫《だめっこどうぶつ》片頭主題歌
2. Life is Free（ライフイズフリー）
  - 作詞：桃井晴子&KENTA　作曲：桃井晴子　編曲：長谷川智樹
  - 電視動畫片尾主題歌(只有DVD)
3. （Romantic bambi mix））
  - 作詞・作曲：小林つん太　編曲：宅見将典
4. TV edit.（off vocal）
5. Life is Free（off vocal）